# Oligodon mcdougalli
Espèce
Statut de conservation UICN

 LC  : Préoccupation mineure
Oligodon mcdougalli est une espèce de serpent de la famille des Colubridae.

## Répartition
Cette espèce est endémique de Birmanie.

## Description
L'holotype de Oligodon mcdougalli mesure 35 cm dont 5 cm pour la queue. Cette espèce a la face dorsale noirâtre et présente une ligne longitudinale rousse qui s'étend de la nuque jusqu'à l'extrémité de la queue. Sa nuque est marquée d'un collier roux incomplet. Sa face ventrale est noir marbré de chamois.

## Étymologie
Son nom d'espèce, mcdougalli, lui a été donné en l'honneur de E. McDougall qui a collecté le premier spécimen.

## Publication originale
- Wall, 1905 : Description of a new snake from Burma, Oligodon mcdougalli. Journal of the Bombay Natural History Society, vol. 16, p. 251-252 (texte intégral).